# 唐宁 (威斯康星州)
唐宁（英語：Downing），是一个美國村庄，位於威斯康星州邓恩县，在圣克罗伊岛县的西部。根據2010年的人口普查，當地的人口為265人。

## 地理
唐宁位于45°2′48″N 92°7′43″W / 45.04667°N 92.12861°W (45.046676,-92.128496)。
根据美国人口普查局，该村庄总面积為2.96平方英里（7.67平方）。